# Sacculina beauforti
Sacculina beauforti is een krabbezakjessoort uit de familie van de Sacculinidae. De wetenschappelijke naam van de soort is voor het eerst geldig gepubliceerd door Boschma.